# Горик Ніна Петрівна
Ні́на Петрі́вна Го́рик (в шлюбі Горик-Литвинюк; нар.7 вересня 1957, Забужжя Любомльського району Волинської області) — волинська поетеса, Заслужена вчителька України, активна громадська діячка.
Авторка тематичних розробок уроків з української літератури для 10-ого класу, лауреатка фахового Всеукраїнського конкурсу «Вчитель року», обласної освітянської премії ім. Лесі Українки.

## Біографія
Народилася 07.09.1957 в с. Забужжя, Любомльського району, Волинь. Тут провела й дитинство.
Ще в школі почала писати вірші, була членом літературної студії «Хвилі Світязя», дописувала в місцеву газету.
Вищу освіту (з відзнакою) здобула в Луцькому державному інституті ім. Лесі Українки (філологічний факультет) в 1974—1978. В студентські роки починають видаватися її твори, спершу в колективних збірках, потім — в особистих.
По закінченню вишу спершу один рік працює вчителькою української мови та літератури в Головненській середній школі.
Одружується з Федором Федоровичем Литвинюком, переїжджають жити до Ковеля. З 1979 почала викладати в 7, 11 школах, та в Ковельському машинобудівному технікумі, з 1995 викладає в школі. Вже в Ковелі народила доньку Ольгу та сина Тараса.
У 1995 стала членом Національної Спілки Письменників України, в 2006 очолила її Волинську обласну філію.
З 90-х інтенсивно займається громадською діяльністю, очолює Ковельські філії низки громадських і благодійних організацій.
20.03.2002 загинув, захищаючи людей від пограбування, чоловік (полковник міліції). Втрату Ніна Петрівна Горик-Литвинюк пережила́ болісно.

## Творчість
Авторка збірок віршів «Волинь моя, воле» (зб. «Айстри», 1990), «Територія слова» (1993), «Погожою дниною над Україною» 1997, «Повернення Мавки» 2004, посібника для вчителя «Тематичні розробки уроків з української літератури (10 клас)» 2002.

## Нагороди, премії
- Літературно-мистецька премія імені Марка Вовчка (2009);
- Премія імені Л. Українки Волинської облдержадміністрації.

## Громадська діяльність
- Голова Волинської обласної організації Національної спілки письменників України.
- Голова Ковельського міського об'єднання Всеукраїнського товариства «Просвіта» ім. Т. Шевченка.
- Кермує Ковельським осередком міжнародної організації «Жіноча громада».
- Очолює Ковельський міський осередок конгресу української інтелігенції.
- Член Всеукраїнського банку експертів посібників та підручників.
- З 1980 року є активним членом літературної студії «Лесин кадуб».